# Ecuador ved sommer-OL 2024
Ecuador deltog ved Sommer-OL 2024 i Paris, som blev arrangeret i perioden 26. juli til 11. august 2024.
Udøvere fra Ecuador vandt tilsammen fem medaljer, hvoraf én guld, to sølv og to bronze.

## Medaljer
| 2024 Paris | Guld | Sølv | Bronze | Total |
| Ecuador    | 1    | 2    | 2      | 5     |

### Medaljevinderne
| Ecuador under sommer-OL 2024 i Paris | Ecuador under sommer-OL 2024 i Paris | Ecuador under sommer-OL 2024 i Paris | Ecuador under sommer-OL 2024 i Paris | Ecuador under sommer-OL 2024 i Paris |
| Medalje                              | Navn                                 | Sport                                | Event                                | Dato                                 |
| ------------------------------------ | ------------------------------------ | ------------------------------------ | ------------------------------------ | ------------------------------------ |
| Guld                                 | Brian Pintado                        | Atletik                              | Herrernes 20 km kapgang              | 1. august                            |
| Sølv                                 | Brian Pintado Glenda Morejón         | Atletik                              | Mixed marathon kapgang               | 7. august                            |
| Sølv                                 | Lucía Yépez                          | Brydning                             | Damernes 53 kg fristil               | 8. august                            |
| Bronze                               | Angie Palacios                       | Vægtløftning                         | Damernes 71 kg                       | 9. august                            |
| Bronze                               | Neisi Dajomes                        | Vægtløftning                         | Damernes 81 kg                       | 10. august                           |